# Gubbi
Gubbi är en ort i Indien.   Den ligger i distriktet Tumkur och delstaten Karnataka, i den södra delen av landet, 1 700 km söder om huvudstaden New Delhi. Gubbi ligger 786 meter över havet och antalet invånare är 17 983.
Terrängen runt Gubbi är platt. Runt Gubbi är det ganska tätbefolkat, med 239 invånare per kvadratkilometer. Närmaste större samhälle är Tumkūr, 17,7 km öster om Gubbi. Omgivningarna runt Gubbi är en mosaik av jordbruksmark och naturlig växtlighet.